# Selenogyrus africanus
Selenogyrus africanus is een spinnensoort in de taxonomische indeling van de vogelspinnen (Theraphosidae).
Het dier behoort tot het geslacht Selenogyrus. De wetenschappelijke naam van de soort werd voor het eerst geldig gepubliceerd in 1887 door Eugène Simon.